# アルビアーノ・ディヴレーア
アルビアーノ・ディヴレーア（伊: Albiano d'Ivrea）は、イタリア共和国ピエモンテ州トリノ県にある、人口約1,600人の基礎自治体（コムーネ）。

## 地理

### 位置・広がり

#### 隣接コムーネ
隣接するコムーネは以下の通り。
- アゼッリオ
- ボッレンゴ
- カラヴィーノ
- イヴレーア
- パラッツォ・カナヴェーゼ
- ピヴェローネ
- ヴェスティニェ